# Station Czekanów
Station Czekanów is een spoorwegstation in de Poolse plaats Czekanów.